# ロイク
ロイク（独: Leuk、仏: Loèche）は、スイスのヴァレー州のロイク郡に位置する基礎自治体である。